# 斯捷爾利塔馬克區

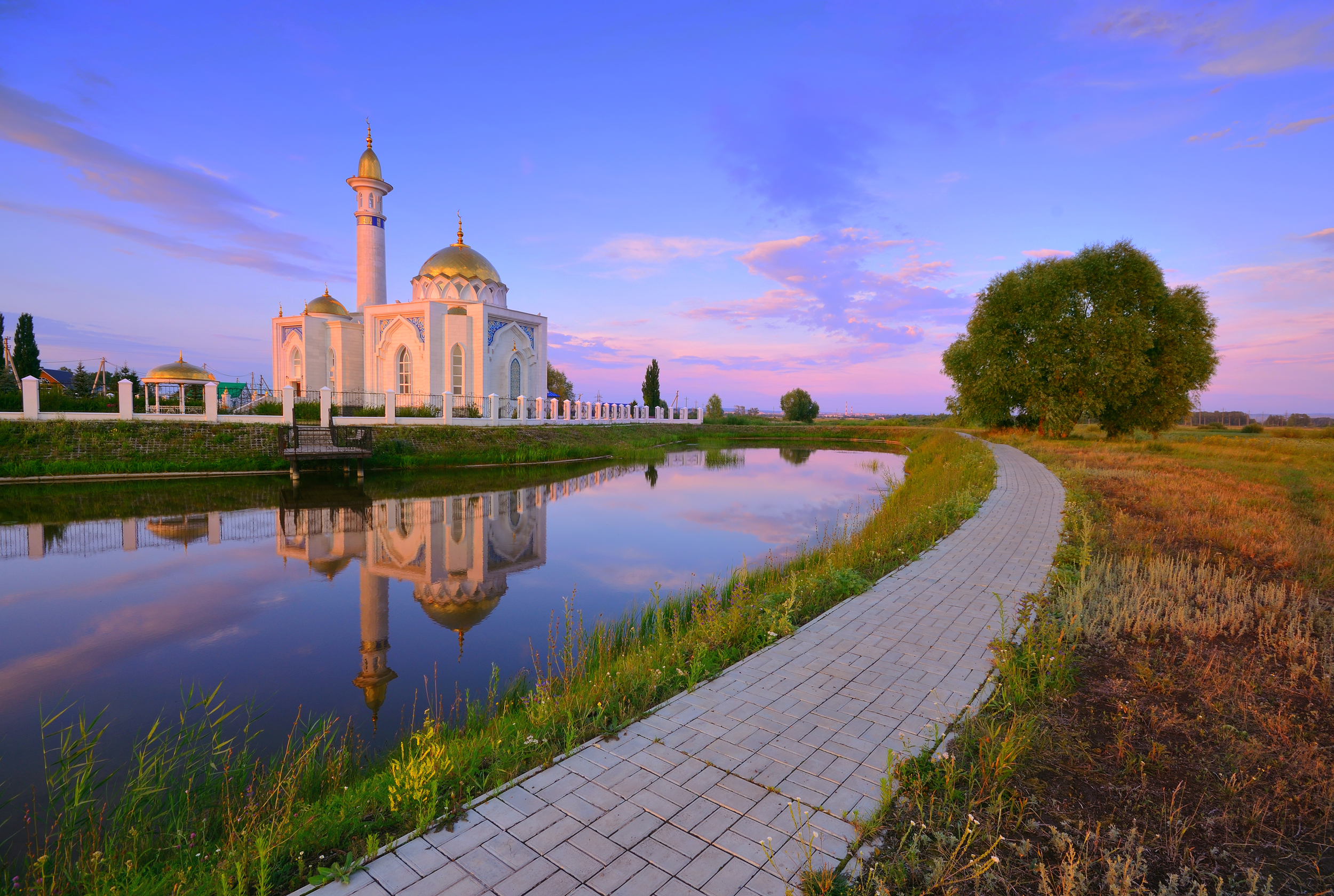

53°38′N 55°57′E / 53.633°N 55.950°E
斯捷爾利塔馬克區（俄语：Стерлитамакский район），是俄羅斯的一個區，位於該國西南部，由巴什科爾托斯坦共和國負責管轄，始建於1930年8月20日，面積2,216平方公里，2010年人口40,325，人口密度每平方公里18.2人。